# Топольников Микола Микитович
Мико́ла Мики́тович Топо́льников (нар. 1 грудня 1918, Калмазове  — пом. 21 квітня 1988, Підгородна) — лейтенант, командир мінометного взводу 1339-го стрілецького полку, Герой Радянського Союзу (1943).

## Біографія
Микола Микитович Топольников народився 1 грудня 1918 року в селі Калмазовому Вільшанського району Кіровоградської області в селянській родині. Українець. Після закінчення Березовобалківської середньої школи працював у місцевому колгоспі імені Ворошилова.
В 1938 році призваний до лав РСЧА. Військову службу проходив на Чорноморському флоті. Початок Німецько-радянської війни командир гармати старшина 1-ї статті Топольников М. М. зустрів в Севастополі.
27 червня 1941 року крейсер «Красний Крым», на якому проходив службу Топольников М. М., у складі радянської ескадри брав участь в поході й обстрілі Констанци (Румунія).
На початку серпня 1941 року добровольцем записався до 1-го окремого полку морської піхоти під командуванням майора Осіпова. В складі полку брав участь в героїчній обороні Одеси. В бою в районі Чабанки був важко поранений.
Після лікування служив інструктором в Балаклавській школі сторожових катерів, де готував спеціалістів для флоту.
Після евакуації радянських військ з Севастополя, в складі 145-го окремого полку морської піхоти бере участь в оборонних боях під Новоросійськом, в районі Геленджика.
В ніч з 31 жовтня на 1 листопада 1943 року мінометний взвод лейтенанта Топольникова М. М. в складі батальйону капітана Жукова П. К. одним з перших форсував водний рубіж шириною в 45 кілометрів, висадився на Керченському півострові в районі мису Комиш-Бурун і селища Ельтиген, швидко встановив міномети. В перші ж години бою мінометники Топольнікова знищили до десятка ворожих вогневих точок і більше роти німецьких солдат, чим сприяли захопленню плацдарму. Ворог кинув на десантників танки і артилерію. Коли закінчились міни, мінометники приєднались до піхотинців і неодноразово сходились з німцями врукопашну. Лейтенант Топольников особисто брав участь в рукопашних боях, при цьому знищив декілька німецьких солдатів і офіцерів. В одній з атак був поранений, проте поле бою не залишив. 8 грудня 1943 року десантники прорвали ворожу оборону і з боями просунулись на 22 кілометри в бік Керчі.
Указом Президії Верховної Ради СРСР від 17 листопада 1943 року за мужність, відвагу і героїзм, виявлені в боротьбі з німецько-фашистськими загарбниками, лейтенантові Топольникову Миколі Микитовичу присвоєне звання Героя Радянського Союзу з врученням ордена Леніна і медалі «Золота Зірка» .
Надалі в складі 1339-го стрілецького полку 318-ї Новоросійської стрілецької дивізії 20-го десантно-стрілецького корпусу 18-ї армії з важкими боями пройшов Польщу, Чехословаччину, Німеччину. Був тричі поранений.
Учасник параду Перемоги на Червоній площі в Москві у червні 1945 року.
В 1946 році вийшов в запас. Разом зі своєю дружиною Фаїною Іванівною, колишньою медичною сестрою своєї роти, оселився в смт Підгородна Первомайського району Миколаївської області. Працював на залізниці майстром виробничої дільниці. Вів активну громадсько-виховну роботу.

Могила Героя Радянського Союзу Топольникова М. М.

Помер 21 квітня 1988 року. Похований на цвинтарі смт Підгородна.

## Нагороди
- Медаль «Золота Зірка» (№ 2174)
- Орден Леніна
- Два ордени Вітчизняної війни I ступеня
- Орден Вітчизняної війни II ступеня
- Медалі